# Bellevue (Pensilvania)
Bellevue es un borough ubicado en el condado de Allegheny en el estado estadounidense de Pensilvania. En el año 2000 tenía una población de 8770 habitantes y una densidad poblacional de 3385,4 personas por km².

## Geografía
Bellevue se encuentra ubicado en las coordenadas 40°29′38″N 80°3′13″O / 40.49389, -80.05361.

## Demografía
Según la Oficina del Censo en 2000 los ingresos medios por hogar en la localidad eran de $31 481 y los ingresos medios por familia eran $42 382. Los hombres tenían unos ingresos medios de $30 683 frente a los $26 596 para las mujeres. La renta per cápita para la localidad era de $19 246. Alrededor del 18,3% de la población estaba por debajo del umbral de pobreza.